# ラトゥール＝ドゥ＝カロル
ラトゥール＝ドゥ＝カロル（Latour-de-Carol）は、フランス南部、ピレネー＝オリアンタル県内に位置するコミューンである。カタルーニャ語ではla Tor de Querolと記される。住人はカロラン（Carolans）、ケロランス（Querolans）と呼ばれる。

## 地理
スペインとの国境の近く、セルダーニュ地方に位置し、カロル川が流れている。高度は1209mから2080mである。

## 観光
ラトゥール＝ドゥ＝カロル駅は、フランスの鉄道がスペインの鉄道と接続する国際駅であり、フランス国内のセルダーニュ線も接続している。北西方向へはアリエージュ谷を通り、ループ線を介してトゥールーズへと線路が延びている。パリからトゥールーズを経由して夜行列車も運行されている。東にはセルダーニュ線が、南にはバルセロナへと続くスペインの鉄道が延びている。フランスの鉄道の軌間は1435mm（標準軌）、セルダーニュ線の軌間は1000mm（メーターゲージ）、スペインの鉄道の軌間は1668mm（広軌）なので、3つの異なる軌間が一つの駅の中に混在することになる。電化方式もフランスの1500V直流、セルダーニュ線の750V第三軌条方式、スペインの3000V直流の3方式が混在している。